# Jean-Baptiste Dumouchelle
Pour les articles homonymes, voir Dumouchel.
Jean-Baptiste Dumouchelle ou Dumouchel (né le 5 avril 1784, à Sandwich (aujourd'hui Windsor) et décédé à Saint-Benoît le 24 mars 1844) était un marchand, juge de paix et patriote bas-canadien. 

## Biographie
Il s'installa comme marchand général à Saint-Benoît en 1808. Nommé capitaine dans le bataillon de la milice de Rivière-du-Chêne, il participa à la guerre de 1812. En 1837, il s'allia aux patriotes du comté de Deux-Montagnes où il s'occupait de distribuer des cartouches. Incarcéré en décembre, il fut libéré en juillet 1838. Sa maison et son commerce ayant été incendiés par les troupes de Colborne, Dumouchelle mourut ruiné en 1844.

## Hommages
Une rue a été nommée en son honneur dans la ville de Québec, en 1964.